# Princess Peach
Princess Peach Toadstool (ピーチ姫, Pīchi-hime) is een personage in de computerspelserie Mario van Nintendo, die vaak de "dame in nood"-rol speelt in de avonturenserie. Peach is de menselijke prinses uit het fictieve Mushroom Kingdom, waar de vele spellen plaatsvinden. Ze stond ook wel bekend als Toadstool, tot Super Mario Kart uitkwam (in Mario is Missing! wordt haar naam eigenlijk anoniem gehouden).

Het embleem van Peach.

Peach verscheen voor het eerst in Super Mario Bros. en heeft sindsdien in nog veel meer spellen een rol gespeeld, waarin ze meestal wordt ontvoerd door de kwaadaardige Bowser. Ook staat ze bekend om haar vechtkunsten in Super Mario Bros. 2, Super Mario RPG: Legend of the Seven Stars, Super Paper Mario, Super Smash Bros. Melee, Super Smash Bros. Brawl, Super Smash Bros. voor 3DS en Wii U en Super Smash Bros. Ultimate. Peach's eerste spel waarin ze de hoofdrol speelde, Super Princess Peach, werd uitgegeven op 27 februari 2006.
Hoewel Peach een prinses is, regeert ze al 34 jaar in haar eentje het Mushroom Kingdom. Ze woont in een paleis middenin het Mushroom Kingdom, een paleis dat vaak ook een hoofdrol speelt in bepaalde games. Peach woont hier samen met haar dienaren Toads. Peach's paleis staat middenin de kartbaan van Mario. Mario leent grond van Peach. Voor de rest is het paleis van Peach omgeven door groen. 
Peach heeft over het algemeen een rustig en bescheiden karakter maar als het er op aan komt is Peach altijd heldhaftig in de goede vorm. Peach blijft wel altijd trouw aan haar vrouwelijke identiteit in tegenstelling tot haar verre nicht Princess Daisy. 
Voor de film The Super Mario Bros. Movie uit 2023 werd de stem van Peach ingesproken door Anya Taylor-Joy. De Nederlandse stem werd ingesproken door Vajèn van den Bosch en de Vlaamse stem door Lotte De Clerck.